# Мандельблит, Авихай
Авиха́й Ма́ндельблит (ивр. אביחי מנדלבליט‎, род. 29 июля 1963, Тель-Авив, Израиль) — израильский юрист. Юридический советник правительства Израиля с 2016 по 2022 год. Секретарь правительства Израиля с 2013 по 2016 год. Главный военный прокурор Армии обороны Израиля с 2004 по 2011 год. Генерал-майор запаса, доктор юридических наук, профессор юриспруденции Университета имени Бар-Илана.

## Биография

### Семья и ранние годы
Авихай Мандельблит родился 29 июля 1963 года в Тель-Авиве в семье Баруха (Мики) Мандельблита и Ады Мандельблит (урождённой Круг).
Отец, Барух (Мики) Мандельблит (1926 — 5 сентября 2003 года), родился в Люблине, Польша, в семье Яакова Мандельблита (ум. 11 октября 1974 года в возрасте 81 года), одного из семи детей в хасидской семье Аарона Мордехая и Сары Хени Мандельблит из Люблина. Яаков, отдалившийся от религии и вступивший в сионистскую организацию ревизионистсткого толка «Бейтар», покинул своих родителей и переехал с детьми в Палестину, в то время как оставшаяся в Польше семья погибла в ходе Холокоста.
В молодые годы отец Авихая Мандельблита, Барух (Мики) Мандельблит, был командиром роты в подпольной ревизионистсткой еврейской организации «Эцель», принимал участие в боях за освобождение города Яффа в ходе Войны за независимость Израиля и получил  тяжёлое ранение от взрыва гранаты PIAT в ходе этих боёв. В дальнейшем открыл магазин по продаже одежды и тканей на улице Кинг-Джордж в Тель-Авиве напротив здания «Мецудат-Зеэв», в котором располагался штаб партии «Херут», затем преобразованной в партию «Ликуд». Магазин Баруха Мандельблита, ставшего видным партийным деятелем, долгие годы служил местом паломничества товарищей по партии, обращавшихся к Мандельблиту для разрешения внутрипартийных споров, а также центром управления выросшей из ревизионистсткого движения «Бейтар» футбольной команды «Бейтар Тель-Авив». Долгое время Барух Мандельблит также занимал пост заместителя главы Израильской футбольной ассоциации.
Выросший в Тель-Авиве Авихай Мандельблит с ранних лет  проявил талант к игре в футбол, наравне играя в футбол со своими соседями по району, будущими звёздами израильского футбола Бони Гинцбургом и Моти Иваниром, однако отец Мандельблита, сам футбольный деятель, поощрял сына предпочесть учёбу профессиональной футбольной карьере.
Мандельблит изучал юриспруденцию на факультете юриспруденции Тель-Авивского университета в рамках программы «академического резерва» (ивр. העתודה האקדמית‎), позволяющей получение отсрочки от службы в армии ради получения высшего образования для дальнейшей службы в армии по полученной специальности. По окончании учёбы прошёл стажировку в конторе адвоката Авраама (Эйби) Неэмана.
Выросшего в нерелигиозной семье Авихая Мандельблита с ранних лет привлекала религия, и в возрасте 14 лет он начал молиться с возложением тфилина. В возрасте 22 лет после окончания Офицерской школы он увлёкся изучением кабаллы и с этой целью начал посещать иешиву «Нетивот-Олам» в Бней-Браке. В возрасте 23 лет посетил уроки видного каббалиста раввина Баруха Шалома Ха-Леви Ашлага и начал вести религиозный образ жизни, оставаясь с тех пор последовательным приверженцем учений раввина Ашлага.

### Военная карьера
Был призван в Военную прокуратуру Израиля в 1985 году, по получении высшего юридического образования в Тель-Авивском университете.
После исполнения нескольких должностей, как в уголовном обвинении, так и в защите военнослужащих (а также должности судьи при военном суде сектора Газа с 1991 по 1992 год), был назначен в 1997 году на должность заместителя Председателя Военного суда Южного военного округа и Командования сухопутных войск.
В 2000 году был назначен на должность Главного военного защитника, в 2003 году — на должность заместителя Главного военного прокурора.
В 2004 году ему было присвоено звание бригадного генерала, и он был назначен на пост Главного военного прокурора, сменив на посту генерал-майора Менахема Финкельштейна. В 2009 году повышен в звании до генерал-майора.

### На посту Главного военного прокурора
В период исполнения Мандельблитом должности Главного военного прокурора, Армия обороны Израиля была задействована, помимо прочего, в масштабных военных действиях во время Второй ливанской войны и Операции «Литой свинец» в секторе Газа. Под руководством Мандельблита, несмотря на критику некоторых командиров, в целях предотвращения обвинения Израиля в несоблюдении правил международного гуманитарного права был закреплён принцип активного задействования офицеров военной прокуратуры в планировании и ведении боевых действий, не только на уровне Генштаба, но и на уровне военных округов и боевых дивизий.
При этом Мандельблит выступал с резкой критикой международной реакции на военные действия Израиля, подчеркнув в отношении операции «Литой свинец»:

«Мы провели расследование в отношении 140 жалоб. Именно когда вы читаете все другие отчёты и жалобы, вы осознаёте истинную злонамеренность „Отчёта Голдстоуна“. Отчёт создаёт впечатление, что Армия обороны Израиля стремилась нанести удар по экономической инфраструктуре и по гражданскому населению, что это было намеренно. Это злостная ложь».
Оригинальный текст (иврит)ערכנו חקירות על 140 תלונות. כאשר אתה קורא את הדו"חות האחרים ואת התלונות אתה מבין בדיוק כמה אכזרי דו"ח גולדסטון. הדו"ח מציג את צה"ל כמי שהתכוון לפגוע בתשתית הכלכלית ובאזרחים, כאילו זה היה מכוון. זה שקר מרושע
Усилия Мандельблита на этом поприще повлияли на дальнейшее заявление Ричарда Голдстоуна, главы комиссии ООН по расследованию операции «Литой свинец», опубликовавшего частичный отказ от обвинений Израиля в совершении военных преступлений в ходе операции.
26 августа 2010 года Мандельблит также дал свидетельские показания в Комиссии Тиркеля, объяснив позицию израильской армии в отношении блокады сектора Газа.
В должности Главного военного прокурора Мандельблит нередко отдавал правовые указания по делам высокого общественного резонанса, связанным с правонарушениями со стороны высокого армейского командования. Его решения подчас вызывали критику, как со стороны представляющих его излишне строго относящимся к таковым правонарушениям, так и со стороны (отчасти, радикальных левых организаций) представляющих его покрывающим правонарушения в интересах армии.
Широкий общественный резонанс вызвало решение Мандельблита привлечь двух бойцов бригады «Гивати» к судебной ответственности за то, что после обнаружения подозрительных сумок в ходе прочёсывания здания во время операции «Литой свинец» обратились к палестинскому мальчику с просьбой открыть сумки. Передача дела в суд, расцененная некоторыми как дань международной критике Израиля, вызвала ряд акций протеста, направленных в том числе лично против Мандельблита.
24 августа 2011 года вышло сообщение о решении министра обороны Эхуда Барака утвердить назначение полковника запаса Дани Эфрони преемником Мандельблита на посту Главного военного прокурора. 15 сентября 2011 года Мандельблит передал управление Военной прокуратурой своему преемнику и вышел в отпуск накануне выхода в запас из армии.

### После выхода в запас
Уже во время отпуска Мандельблита накануне выхода в запас поступило сообщение о его возможном назначении главой правительственного комитета по проверке возможности узаконивания статуса незаконных форпостов, построенных еврейскими поселенцами на Западном берегу реки Иордан. Возможный выбор Мандельблита подвергся резкой критике со стороны национального («правого») политического лагеря Израиля, представители которого припомнили Мандельблиту тесное сотрудничество Военной прокуратуры под его управлением с пропалестинскими правозащитными организациями, действия Военной прокуратуры по сдерживанию еврейской поселенческой деятельности, а также правовое обоснование, данное Военной прокуратурой в тот же период действиям армии при эвакуации еврейских поселенцев в ходе исполнения «Плана одностороннего размежевания» в секторе Газа и Северной Самарии.
В конце концов, Мандельблит не вошёл в состав комитета. Его имя упоминалось в дальнейшем среди кандидатов сменить Миху Линденштраусса на посту Государственного контролёра Израиля летом 2012 года.
С начала 2012 года являлся старшим научным сотрудником Института исследования национальной безопасности (INSS) Тель-Авивского университета, работая при этом над докторатом по теме «Использование права как средство ведения боевых действий и Государство Израиль — опыт прошлого и взгляд в будущее» в Университете имени Бар-Илана.
29 апреля 2013 года Мандельблит был назначен Секретарём правительства Израиля, сменив на посту Цви Хаузера.

### На посту юридического советника правительства

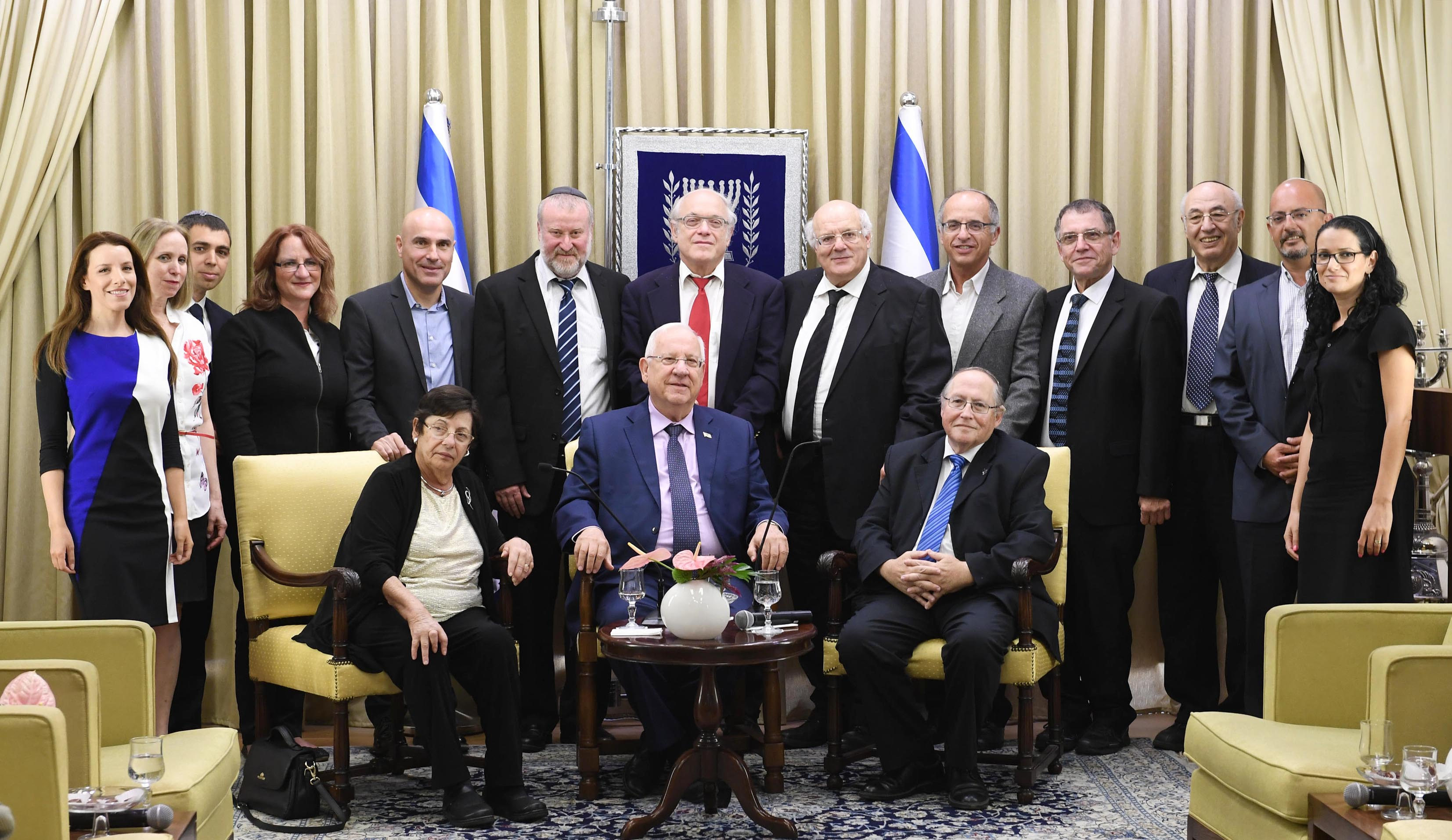
На встрече с Р.Ривлиным и Э.Рубинштейном. 2017 год.

В январе 2016 года его кандидатура на пост юридического советника правительства Израиля была представлена правительству в соответствии с рекомендацией общественной комиссии и была им утверждена. Это решение вступило в силу 1 февраля. В 2019 году предъявил премьер-министру Израиля Биньямину Нетаньяху обвинения в мошенничестве, взяточничестве и злоупотреблении доверием по трём уголовным делам, касавшихся, в том числе, получения им ценных подарков от крупных предпринимателей. 4 мая 2020 года назначен исполняющим обязанности Государственного прокурора Израиля. В ответ на открытие в окружном суде Иерусалима 24 мая судебного процесса над Нетаньяху глава парламентской коалиции в Кнессете Мики Зоар, представляющий партию «Ликуд», потребовал от него закрыть дела, а самому уйти в отставку. В ноябре 2020 года он запретил Нетаньяху назначать и участвовать в назначении высших государственных чиновников, руководителей силовых структур (полиция, прокуратура), судей Высшего суда справедливости и членов коллегии по назначению судей. К 2022 году в прессе произошёл скандал, связанный с мониторингом израильской полицией мобильных телефонов тысяч израильтян — политиков, чиновников, бизнесменов, общественных активистов, Мандельблит, со своей стороны, заявил, что «не давал на это разрешения».
В 2022 году Мандельблит завершил службу на посту Юридического советника правительства Израиля и занимается преподаванием. Он работает на юридическом факультете Университета Бар-Илан, а также был назначен на пост декана юридического факультета частного колледжа под названием «Академический центра права и бизнеса» в Рамат-Гане.

### Личная жизнь
Проживает в Петах-Тикве. Женат на Ронит Мандельблит, отец пятерых детей (четырёх сыновей и дочери).

## Публикации
- (אביחי מנדלבליט ייעוץ תחת אש הארץ (29.1.09 (Авихай Мандельблит, «Консультация под огнём», Га-Арец (29.1.09)) (иврит)
- אביחי מנדלבליט לוחמת משפט — החזית המשפטית של צה"ל צבא ואסטרטגיה, כרך 4, גיליון 1, מאי 2012 (Авихай Мандельблит, «Использование права как средство ведения боевых действий — юридический фронт Армии обороны Израиля», «Цава ве-эстратегья» № 4 (1-я брошюра) (май 2012)) (иврит) (также перевод на английский (недоступная ссылка))
- Avihai Mandelblit and Keren Aviram, The Second Turkel Commission Report (Авихай Мандельблит и Керен Авирам, «Второй отчёт Комиссии Тиркеля» (недоступная ссылка)), INSS Insight, No. 403 (13.2.13) (англ.)